# Чабук (Ајдахо)
Чабук (енгл. Chubbuck) град је у америчкој савезној држави Ајдахо.

## Демографија
По попису из 2010. године број становника је 13.922, што је 4.222 (43,5%) становника више него 2000. године.
| Група             | 2000.         | 2010.          |
| Белци             | 8.739 (90,1%) | 12.079 (86,8%) |
| Афроамериканци    | 34 (0,4%)     | 62 (0,4%)      |
| Азијати           | 106 (1,1%)    | 159 (1,1%)     |
| Хиспаноамериканци | 522 (5,4%)    | 1.050 (7,5%)   |
| Укупно            | 9.700         | 13.922         |